# Ђула Грошич
Ђула Грошич (мађ. Grosics Gyula; Дорог, 4. фебруар 1926 — Будимпешта, 13. јун 2014) био је мађарски фудбалер који је играо на позицији голмана.
Грошич је био голман чувене мађарске златне фудбалске генерације из педесетих година двадесетог века. Бранио је 86 пута за фудбалску репрезентацију Мађарске. Имао је надимак „Црни Пантер” (a fekete párduc).

## Каријера
Грошич је био члан непобедиве Мађарске фудбалске репрезентације између 1948. и 1954. године. Био је члан будимпештанског ФК Хонведа а на Олимпијским играма у Хелсинкију 1952. године је са репрезентацијом Мађарске освојио златну медаљу. На светском првенству 1954. године у Швајцарској, свако је већ унапред видео мађарску репрезентацију на победничком постољу. За изненађење су се побринули репрезентативци фудбалске репрезентације СР Немачке, који су у финалу победили мађаре са резултатом 3:2.
После револуције у Мађарској 1956. године, златна генерација се распала, Грошич је одлучио да остане у земљи. Остао је први голман репрезентације, али је добио казну неиграња на годину дана из политичких разлога. Још је учествовао на светском првенству 1958. године и првенству 1962. године. Своју прву утакмицу за репрезентацију Мађарске Грошич је одиграо са 21. годином старости против репрезентације Албаније а задњу утакмицу је одиграо са својих 36. година 1962. године против Југославије.
За Грошича се тврди да је увео појам голмана - „трећег бека“ ("sweeper-keeper"), који је у ствари био једанаести играч и помагао својој одбрани истрчавањем када је то требало.